# خالد كمال
خالد كمال هو ممثل مصري بدأ مشوراه الفني في فيلم إبراهيم الأبيض بدور الجارحي ابن عبد الملك زرزور.

## أعماله

### مسلسلات
- 2009: ما تخافوش
- 2011: الهاربة الجزء الثاني
- 2012: عرفة البحر
- 2012: سيدنا السيد
- 2012: البلطجي
- 2013: خلف الله
- 2013: حاميها حراميها
- 2013: بدون ذكر أسماء
- 2013: الكبير أوي 3
- 2014: قلوب
- 2014: السبع وصايا
- 2015: طريقي
- 2015: العهد الكلام المباح
- 2016: جراند أوتيل
- 2016: الطبال
- 2016: الخانكة
- 2017: لا تطفئ الشمس
- 2017: عشم إبليس
- 2017: الطوفان
- 2017: الحرباية
- 2017: الجماعة الجزء الثاني
- 2017: أبو العروسة
- 2018: ليالي أوجيني
- 2018: الوصية
- 2018: أبو العروسة الجزء الثاني
- 2019: ممالك النار
- 2019: لمس أكتاف
- 2019: فكرة بمليون جنيه
- 2020: شديد الخطورة
- 2020: بخط الإيد
- 2021: وادى الجن (الكهف)
- 2021: ملوك الجدعنة
- 2021: لحم غزال
- 2021: القاهرة كابول
- 2021: 60 دقيقة
- 2022: المشوار
- 2022: الجسر
- 2022: أبو العروسة الجزء الثالث
- 2022: المشوار
- 2022: منعطف خطر

### أفلام
- 2009: إبراهيم الأبيض
- 2011: بيبو وبشير
- 2012: سبوبة
- 2012: المصلحة
- 2014: الفيل الأزرق
- 2016: اشتباك
- 2017: بنك الحظ
- 2018: بني آدم

### مسرحيات
- 2009: وطن الجنون

### برامج
- 2014: خطوات الشيطان الجزء الثاني

## وصلات خارجية
- خالد كمال على موقع الدهليز
- خالد كمال على موقع قاعدة بيانات الأفلام العربية